# Искусственная кровь
Искусственная кровь — общее название для целого ряда кровезаменителей, призванных выполнить и улучшить функции традиционной донорской крови. Особо интенсивные научно-исследовательские работы в данном направлении, хотя и разными методами, до и особенно после 2000 года начали вести группы учёных из России, Японии, США, Швеции, Германии и других стран.

## Кровезаменители

### Разновидности
В настоящее время функции искусственной крови выполняют несколько изобретений, в основе которых лежат следующие элементы:
- Гемоглобин (США), побочный эффект — повышение кровяного давления (гипертония).
- Перфторан, или так называемая «голубая кровь» — создан на основе перфторорганических соединений, имеет голубой цвет, способен пассивно переносить кислород как следствие высокой растворимости последнего в перфторорганических соединениях.
- Альбумины

### Достоинства
- отсутствие риска заражения вирусами,
- совместимость с любой группой крови при переливании,
- производство в лабораторных условиях,
- oтносительная лёгкость хранения (в экстренных ситуациях сухую искусственную кровь разбавить специальным водным раствором, и в течение нескольких секунд она будет готова к применению),
- ускоряет перенос кислорода к тканям (большее количество кислорода на одну молекулу его переносчика).

### Недостатки
- побочные эффекты[какие?], токсичность[источник не указан 2157 дней],
- дороговизна[уточнить].

### Кровезаменители на основе гемоглобина
Кровезаменители на основе красного пигмента крови гемоглобина (кровезаменители на основе гемоглобина, HBBS; английский: переносчик кислорода на основе гемоглобина, HBOC) используют человеческий гемоглобин из истекших запасов крови или из биотехнологического производства, а также чужой («нечеловеческий») гемоглобин (например, от крупного рогатого скота или свиней) в качестве исходных материалов.
Нативный гемоглобин — это белковое соединение, которое состоит из 4 субъединиц (α 2 β 2 — тетрамер), одна из которых α-субъединица стабильно связана с одной β-субъединицей (αβ димер). Вне эритроцитов гемоглобин имеет очень короткий период полураспада. Он нестабилен и быстро распадается на два димера, которые обладают сильным нефротоксическим (повреждающим почки) действием. Гемоглобин имеет S-образную кривую связывания кислорода, причем свойство связывания кислорода в физиологическом диапазоне чувствительно к парциальному давлению кислорода. Помимо прочего, здесь концентрация 2,3-бисфосфоглицерата. (2,3-BPG) играет важную роль, поскольку находится на слишком низком уровне за пределами красных кровяных телец, чтобы обеспечить адекватное снабжение кислородом окружающие ткани. Гемоглобин также проникает через стенки кровеносных сосудов и связывает там оксид азота, сосудорасширяющее вещество. В результате повышается артериальное давление и уменьшается приток крови к тканям, что может принимать нежелательные размеры.
По этим причинам гемоглобин необходимо соответствующим образом модифицировать, прежде чем его можно будет использовать в качестве заменителя донорской крови. Есть разные подходы к этому:
Внутримолекулярное сшивание для стабилизации тетрамерной структуры гемоглобина и предотвращения распада на токсичные димеры. Два димера сшиваются либо между своими α-субъединицами, либо между β-субъединицами (например, с O, O-сукцинилди (салициловая кислота) или 2-нор-2-формилпиридоксаль-5-фосфатом).
Рекомбинантное производство гемоглобина человека, два димера которого стабильно связаны друг с другом посредством соответствующей модификации аминокислотной последовательности их α-субъединиц.
Связывание пиридоксаль-5-фосфата с гемоглобином человека с целью улучшения его свойств связывания кислорода (пиридоксилирование).
Межмолекулярное сшивание для получения более крупных молекул. Полиальдегидные соединения, такие как глутаральдегид или о-рафиноза, используются в качестве сшивающих агентов. Например, глутамер гемоглобина имеет среднюю молекулярную массу примерно в три-четыре раза больше, чем у гемоглобина.
Присоединение к гемоглобину макромолекул, таких как декстраны, полисахариды, гидроксиэтилкрахмал, или синтетических водорастворимых макромолекул, таких как полиэтиленгликоли (конъюгация). Более крупные молекулы имеют более длительный период полураспада и менее эффективны в сужении кровеносных сосудов.
Упаковка гемоглобина в липосомы или искусственные мембранные оболочки («искусственные эритроциты»).
Из разработок на основе гемоглобина к настоящему времени одобрены два препарата гемоглобин-глутамер, изготовленные из бычьего гемоглобина (в Южной Африке препарат Hemopure для использования в медицине, в США и Европе оксиглобин для использования в ветеринарии).

## Из стволовых клеток
Впервые инъекция человеку эритроцитов, выращенных «в пробирке» из гемопоэтических стволовых клеток, была успешно проведена в 2011 году. Первичным материалом для производства эритроцитов и тромбоцитов могут быть индуцированные стволовые клетки. По состоянию на 2014 год главной нерешённой проблемой, препятствующей использованию искусственных эритроцитов в трансфузиологии, является переход от ограниченных двумерных производственных техник к крупным трёхмерным экономически эффективным биореакторам. Узким местом массового производства тромбоцитов по состоянию на 2015 год является отсутствие технологии, которая позволила бы стимулировать мегакариоциты к порождению тромбоцитов в приемлемых для медицинского применения и выгодных финансовых масштабах.